# Silvia Siefert
Silvia Siefert, ursprungligen Heinrich, född den 19 juli 1953 i Magdeburg, Tyskland, är en östtysk före detta handbollsspelare.
Silvia Siefert gick i Magdeburg på  en idrottsskola för barn och ungdomar och spelade sedan för SC Magdeburg. Hennes främsta merit var då hon blev mästare vid världsmästerskapet i handboll för damer 1975. Hon hade mästerskapsdebuterat vid VM 1973. Hon vann OS-silver i damernas turnering i samband med de olympiska handbollstävlingarna 1976 i Montréal.

## Utmärkelser
Patriotiska förtjänstorden i brons.